# Peter Meijer (politicus)
Peter Lodewijk Meijer (Amsterdam, 1 september 1946 – Een-West, 7 november 2011) was een Nederlandse politicus. Hij was namens de Partij van de Arbeid van november 2005 tot november 2006 lid van de Tweede Kamer der Staten-Generaal.

## Loopbaan
Peter Meijer studeerde politieke en sociale wetenschappen aan de Universiteit van Amsterdam. Hij was van 1982 tot 2004 in verschillende functies werkzaam op het ministerie van Volksgezondheid, Welzijn en Sport. Meijer was een deskundige op het gebied van het grotestedenbeleid. Op het ministerie was hij programmaleider van het grotestedenbeleid, in het bijzonder belast met de coördinatie van de sociale pijler.
Van 1994 tot 2002 zat Meijer namens de PvdA in de gemeenteraad van Amsterdam, waar hij fractiewoordvoerder politiezaken was. Hij kwam op 8 november 2005 in de Tweede Kamer, als opvolger van de plotseling overleden Karin Adelmund. In het parlement hield hij zich met grotestedenbeleid, integratie en binnenlands bestuur bezig. Bij de Tweede Kamerverkiezingen 2006 stelde hij zich niet herkiesbaar. Op 29 november 2006 nam hij afscheid van het parlement.
Meijer overleed in november 2011 op 65-jarige leeftijd.
- Biografisch Portaal: 87326379
- Parlement.com: vh5b2sj0dcqh